# Броненосецов поясноопашат гущер
Броненосецовия поясноопашат гущер - при опасност използва необичаина стратегия, а имено : захапва опашката си за да предпази меките долни част на тялото си със собствената си броня, като образува кръг.
Броненосецов поясноопашат гущер (Cordylus cataphractus) е вид влечуго от семейство Cordylidae. Видът е световно застрашен, със статут Уязвим.

## Разпространение
Разпространен е в Република Южна Африка.